# سفارة المغرب في البرازيل
سفارة المغرب في البرازيل هي أرفع تمثيل دبلوماسي لدولة المغرب لدى البرازيل. تقع السفارة ببرازيليا العاصمة وهي تهدف لتعزيز المصالح المغربية في البرازيل.
نبيل الدغوغي هو السفير الحالي منذ 13 أكتوبر 2016.

## السفارة
تقع السفارة بشارع الأمم، بلوك 801، بقعة 2، الجناح الشمالي، الرمز البريدي 70432-900 ببرازيليا.

## سفراء المغرب في البرازيل
| الإسم             | المنصب | بداية الفترة    | تقديم أوراق الإعتماد | نهاية الفترة  | ملوك المغرب                            | رئيس(ة) البرازيل                                          |
| ----------------- | ------ | --------------- | -------------------- | ------------- | -------------------------------------- | --------------------------------------------------------- |
| أحمد بنعبود       | سفير   | 11 أبريل 1967   |                      | 1972          | الحسن الثاني                           | أرتور دا كوستا إي سيلفا/إميليو غاراستازو ميديسي           |
| عبد اللطيف الخطيب | سفير   | 1976            |                      |               | الحسن الثاني                           | إرنستو جيزل                                               |
|                   |        |                 |                      |               | الحسن الثاني                           | جواو فيغيريدو                                             |
| العربي المساري    | سفير   | 1985            |                      | 1991          | الحسن الثاني                           | جوسيه سارني/فيرناندو كولور ميلو                           |
| العربي رفوع       | سفير   | 7 مايو 1992     |                      | 22 أغسطس 1999 | الحسن الثاني                           | فيرناندو كولور ميلو/إيتامار فرانكو/فيرناندو أنريك كاردوسو |
|                   |        |                 |                      |               | محمد السادس                            |                                                           |
| علي عاشور         | سفير   | دسمبر 2003      |                      | 2006          | لويس إيناسيو لولا دا سيلفا             |                                                           |
| فريدة الجعايدي    | سفير   | 10 يناير 2006   |                      |               | لويس إيناسيو لولا دا سيلفا             |                                                           |
| محمد الوفا        | سفير   | 21 يناير 2009   |                      | 3 يناير 2012  | لويس إيناسيو لولا دا سيلفا/ديلما روسيف |                                                           |
|                   |        |                 |                      |               | ديلما روسيف                            |                                                           |
| العربي مخارق      | سفير   | 9 مارس 2013‘    |                      | 2016          |                                        |                                                           |
| نبيل الدغوغي      | سفير   | 13 أكتوبر 2016‘ |                      |               | ميشال تامر/جايير بولسونارو             |                                                           |

## المغاربة المقيمين في البرازيل
بلغ عدد المغاربة المقيمين في البرازيل 10.000 شخصًا بححسب الإحصائيات الرسمية لوزارة الشؤون الخارجية والتعاون الدولي لسنة 2018.